# بى انستروم
بى انستروم (بالسويدية: Pye Engström)‏ (من مواليد 8 يونيو 1928) هي نحّاتة سويدية.
ولدت إنغستروم في بلدية داندريد، ودرست في كلية الآداب (1945-1948) والمعهد الملكي للفنون (1945-1948) والأكاديمية الملكية الدنماركية للفنون الجميلة (1948-1953). تزوجت من الكاتب كلاس إنغستروم منذ عام 1951. 

## السيرة الذاتية
درست إنغستروم في ("المعهد الملكي للفنون") في ستوكهولم، حيث كان ستيج بلومبرج مدرسها، ومن 1948 إلى 1953 في الأكاديمية الملكية للفنون الجميلة في الدنمارك في كوبنهاغن. أصبحت مشهورة بمنحوتاتها الحجرية، بما في ذلك الحجر الجيري جوتلاند.

## معرض الصور

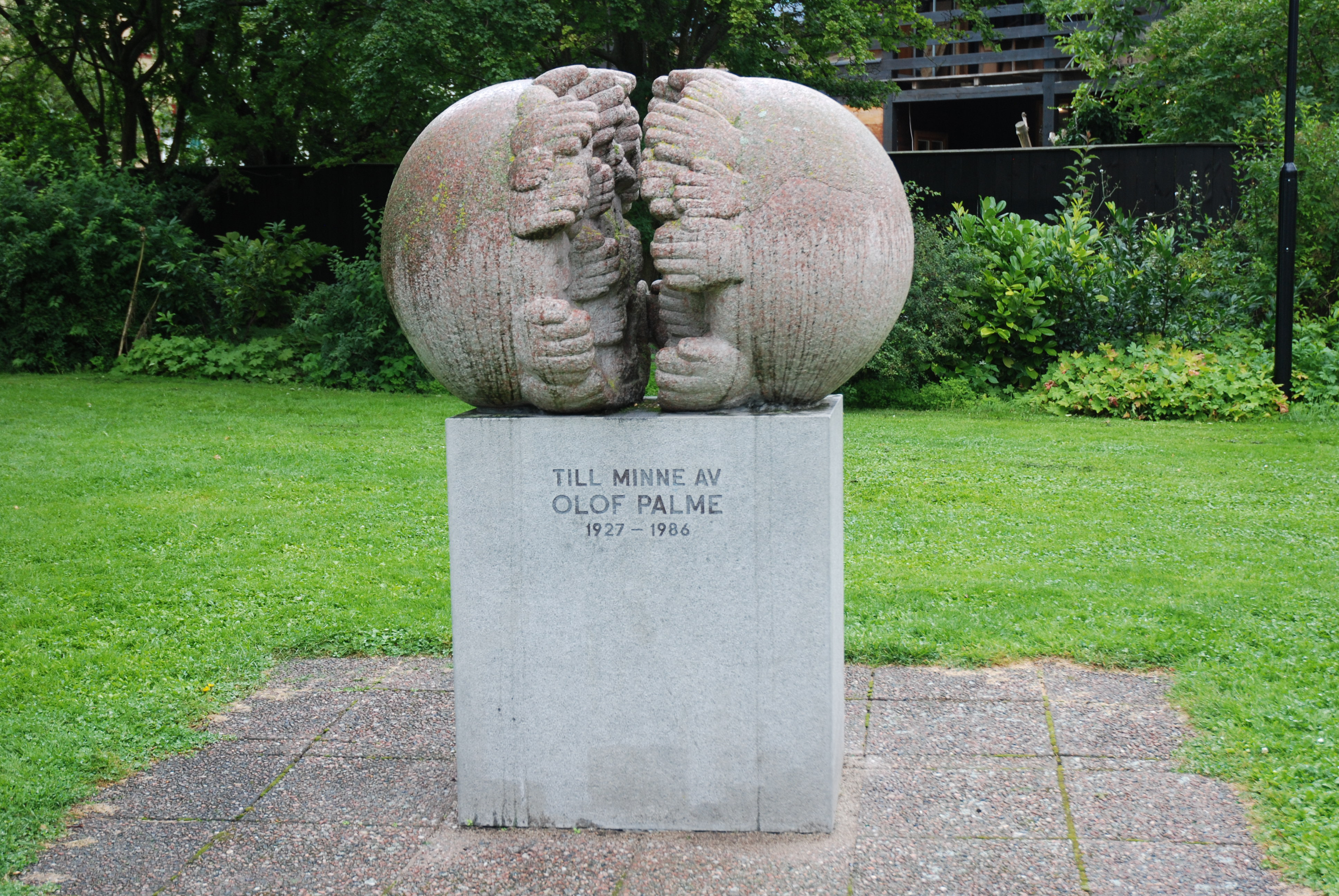
الأيدي الممدودة
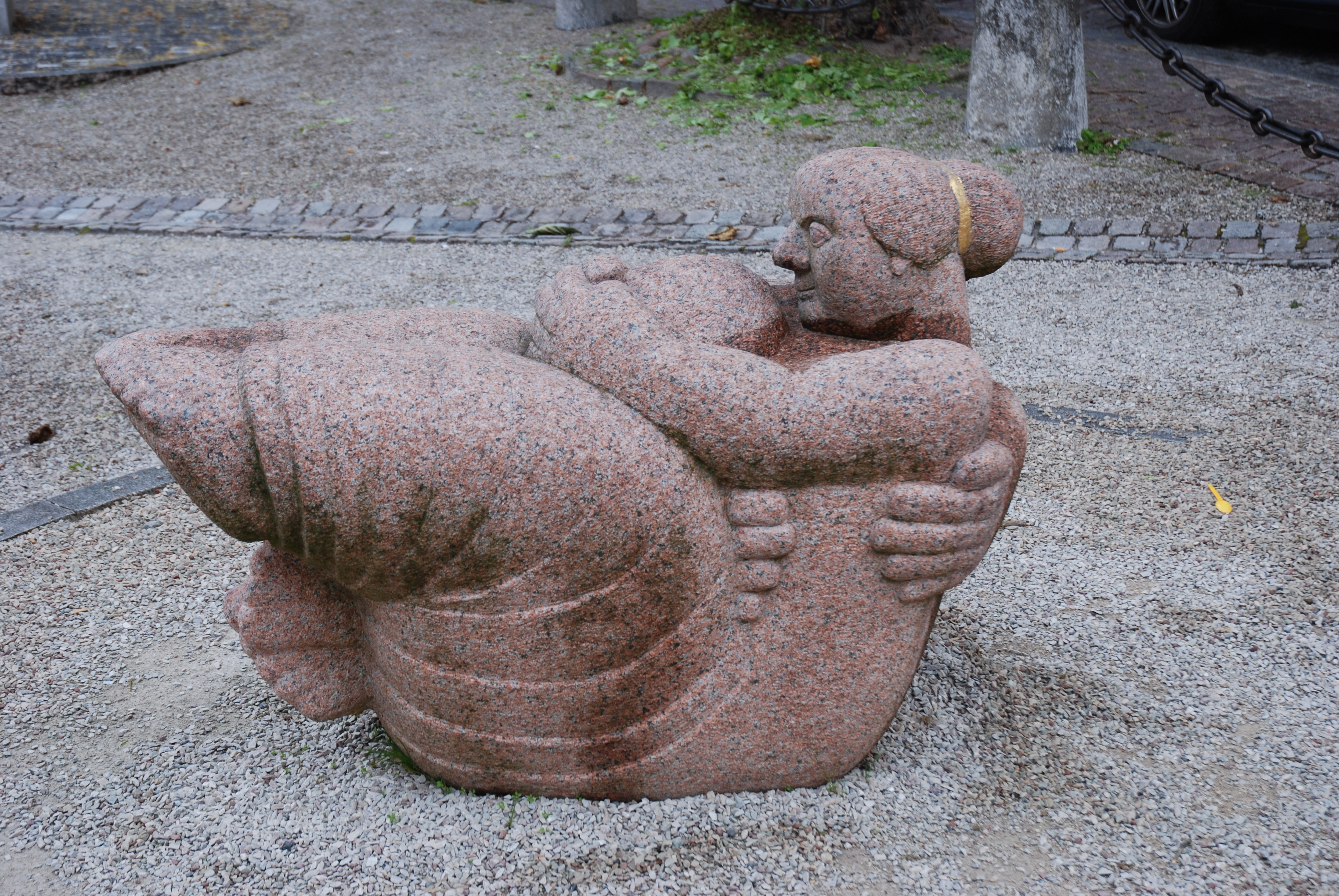
رحلة إلى سيتر
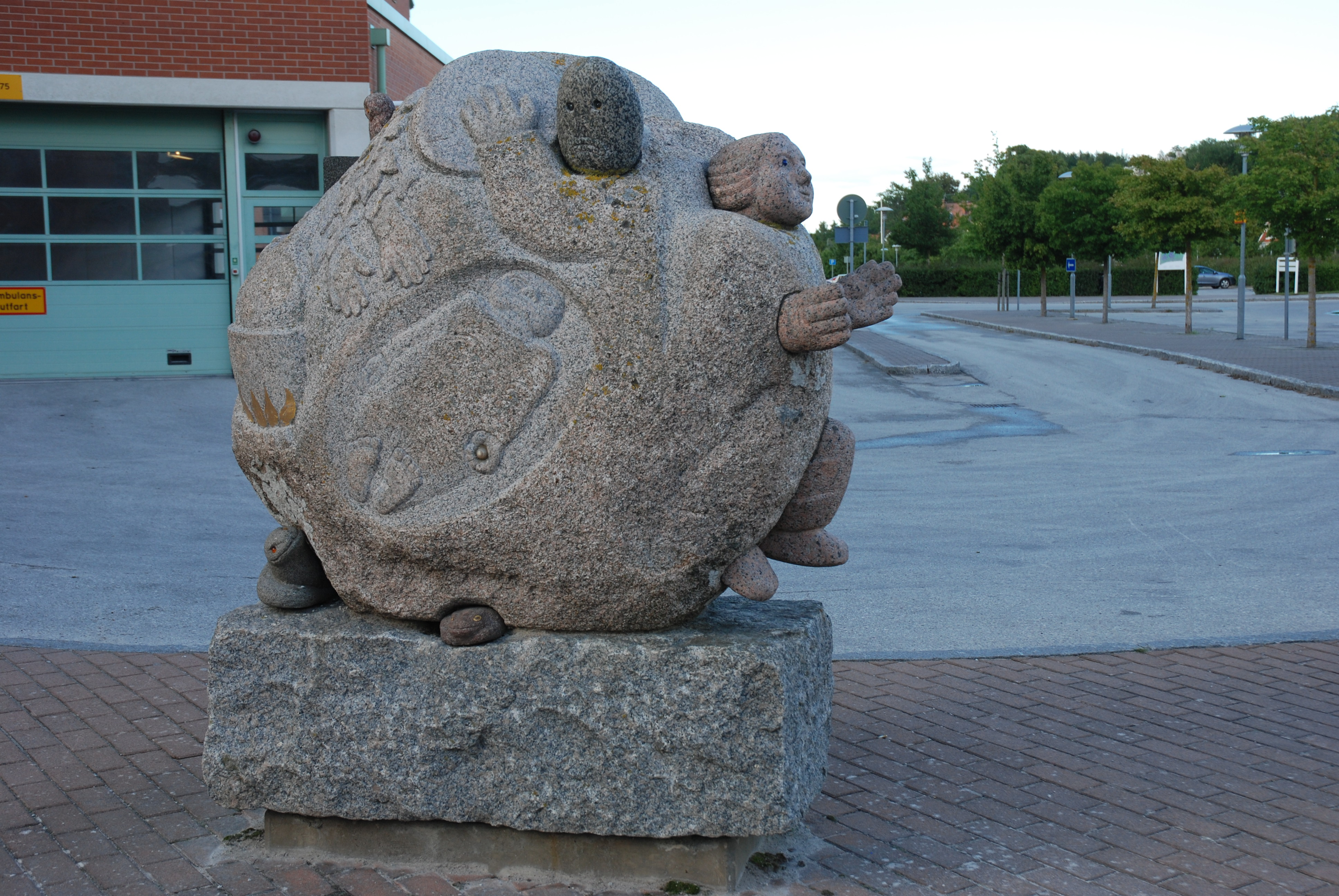
السحر والعلوم
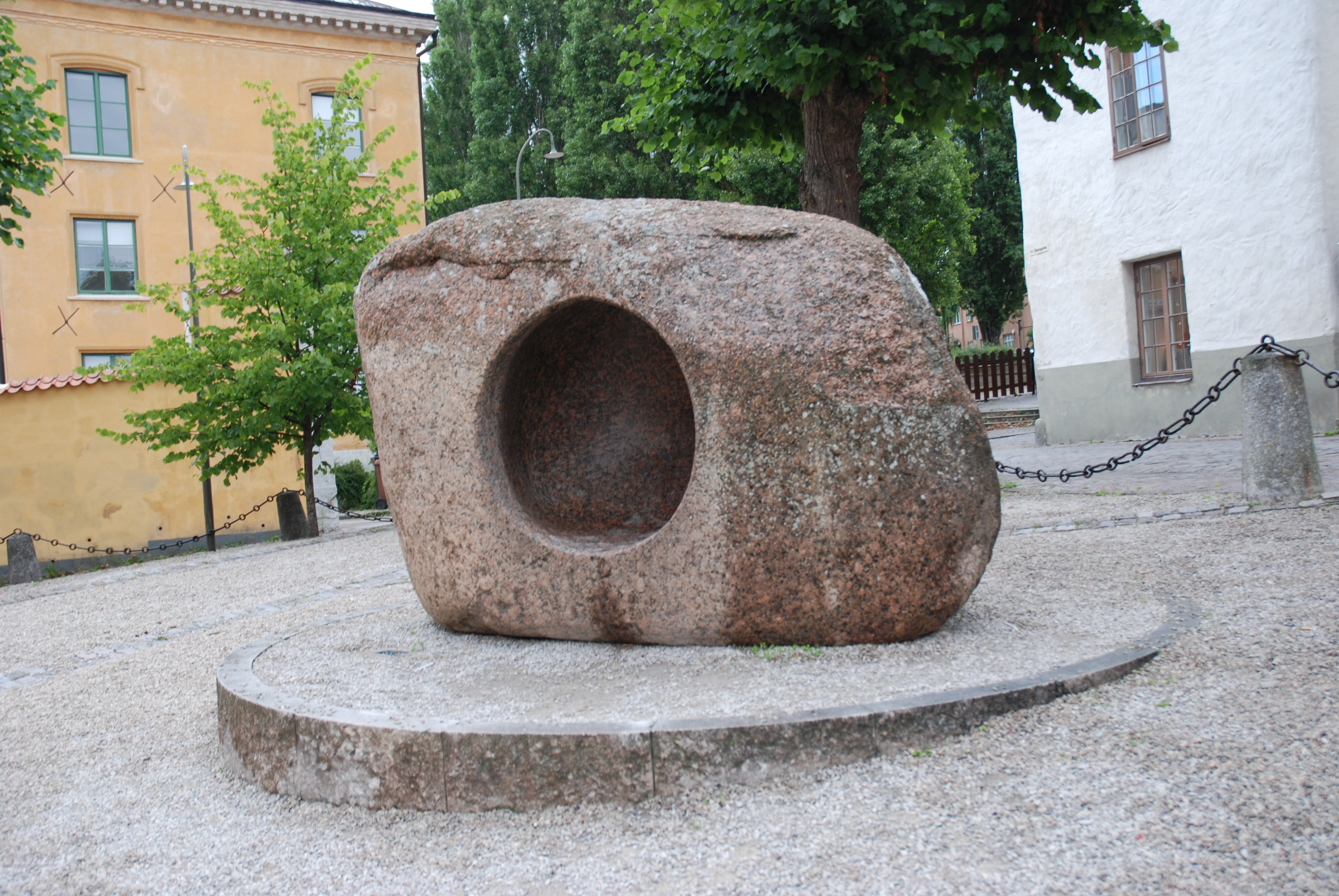
كهف
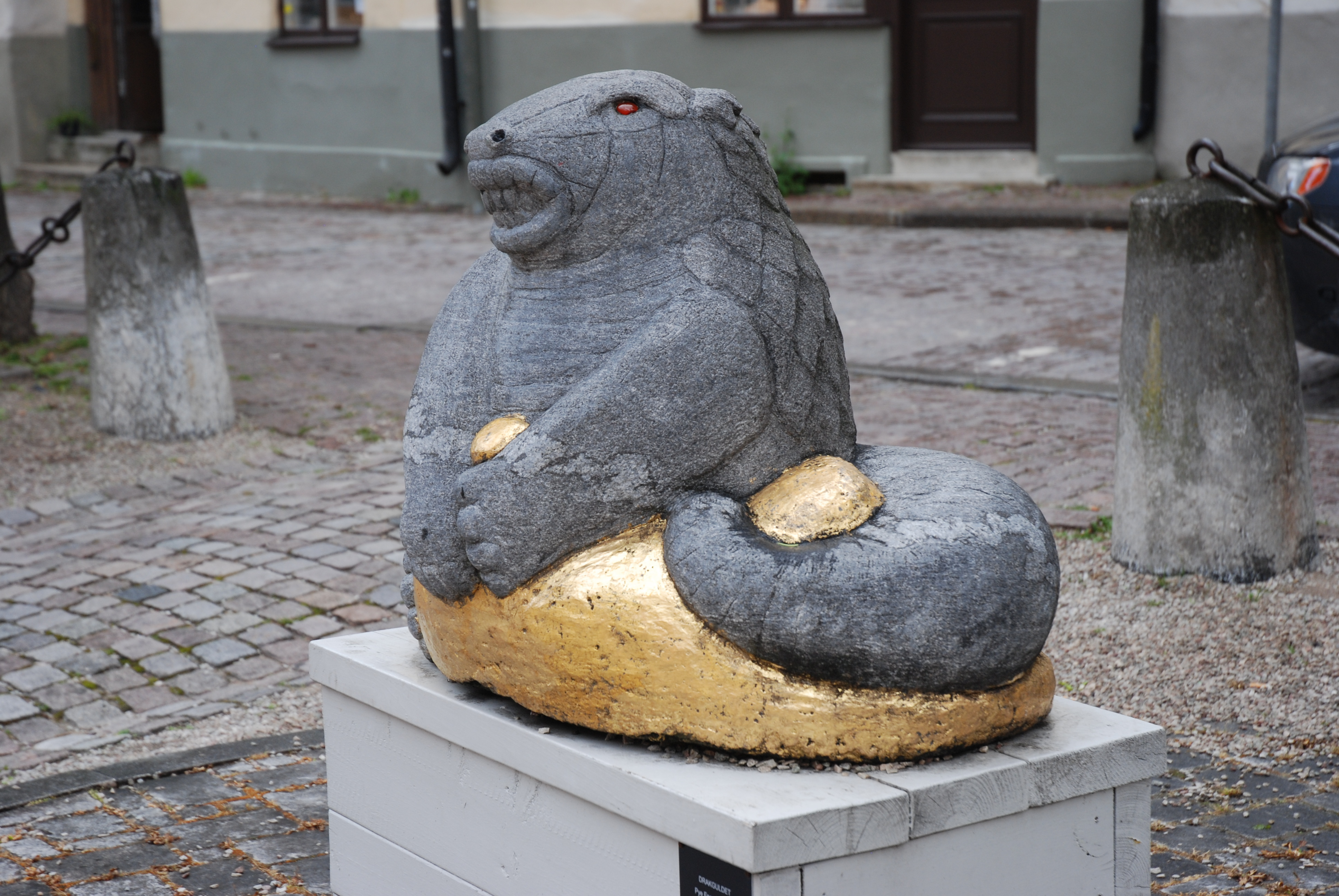
التنين الذهبي
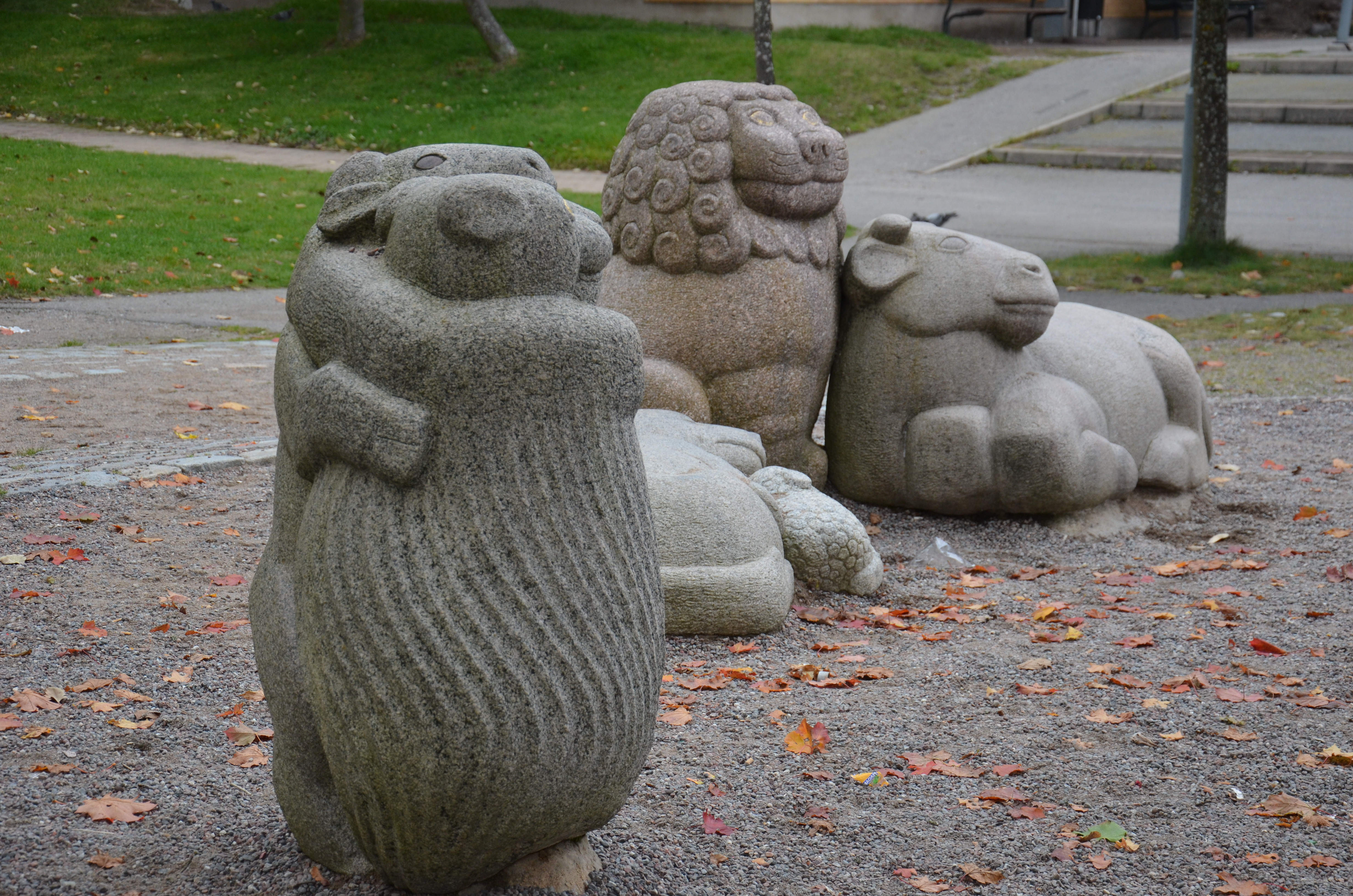
مملكة السلام
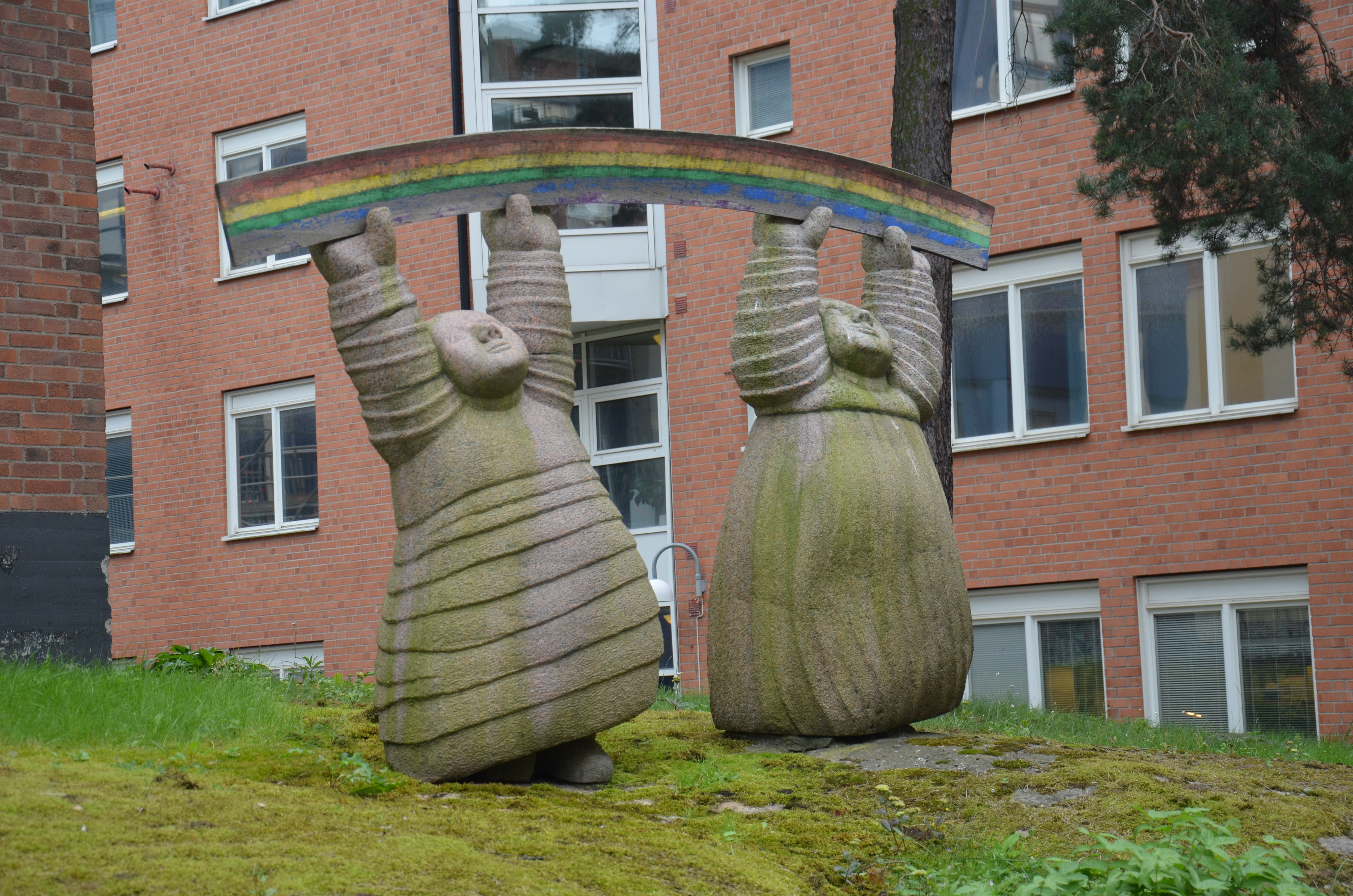
حلم
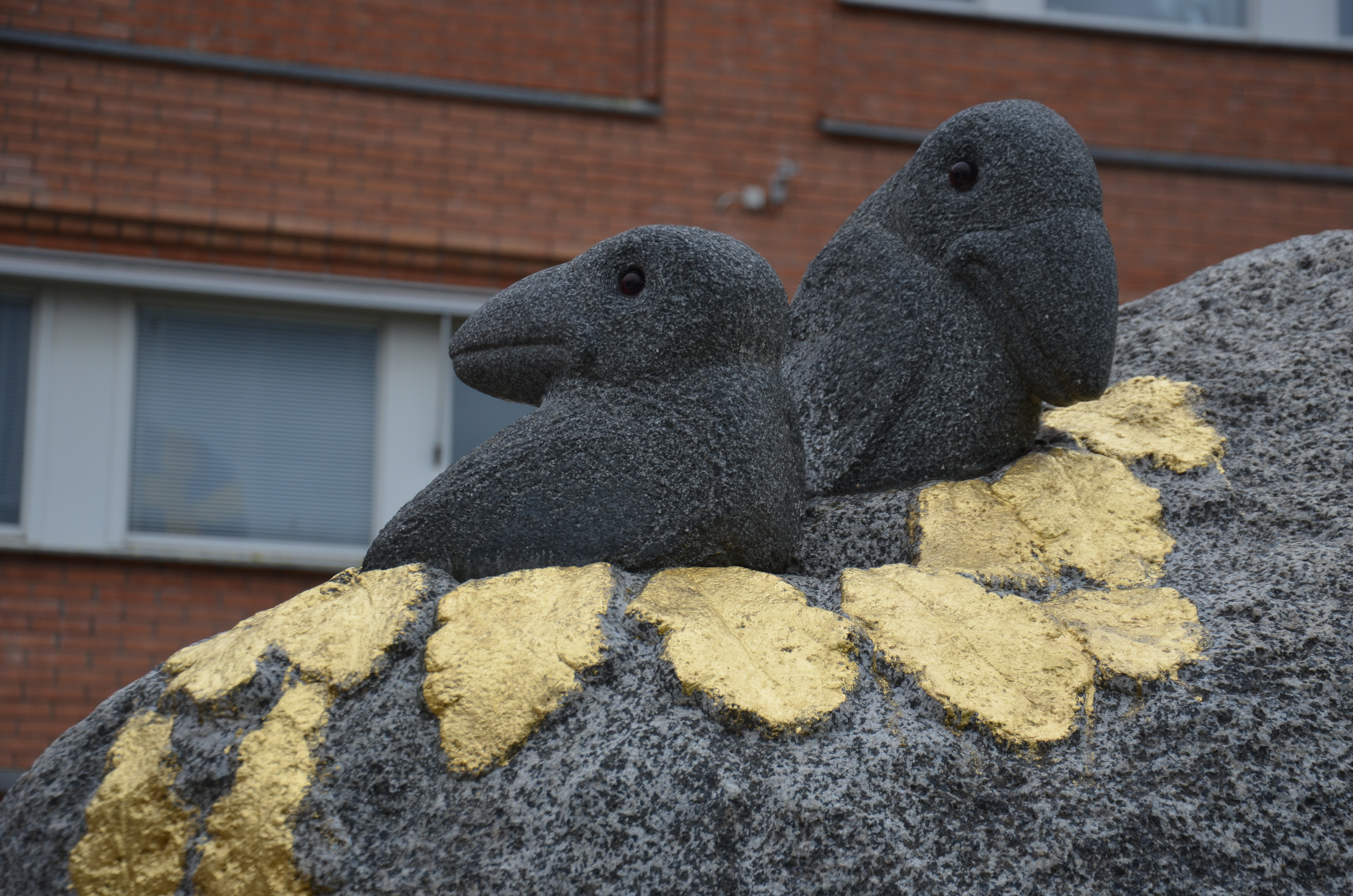
كل ما لديهم من قبل والآن
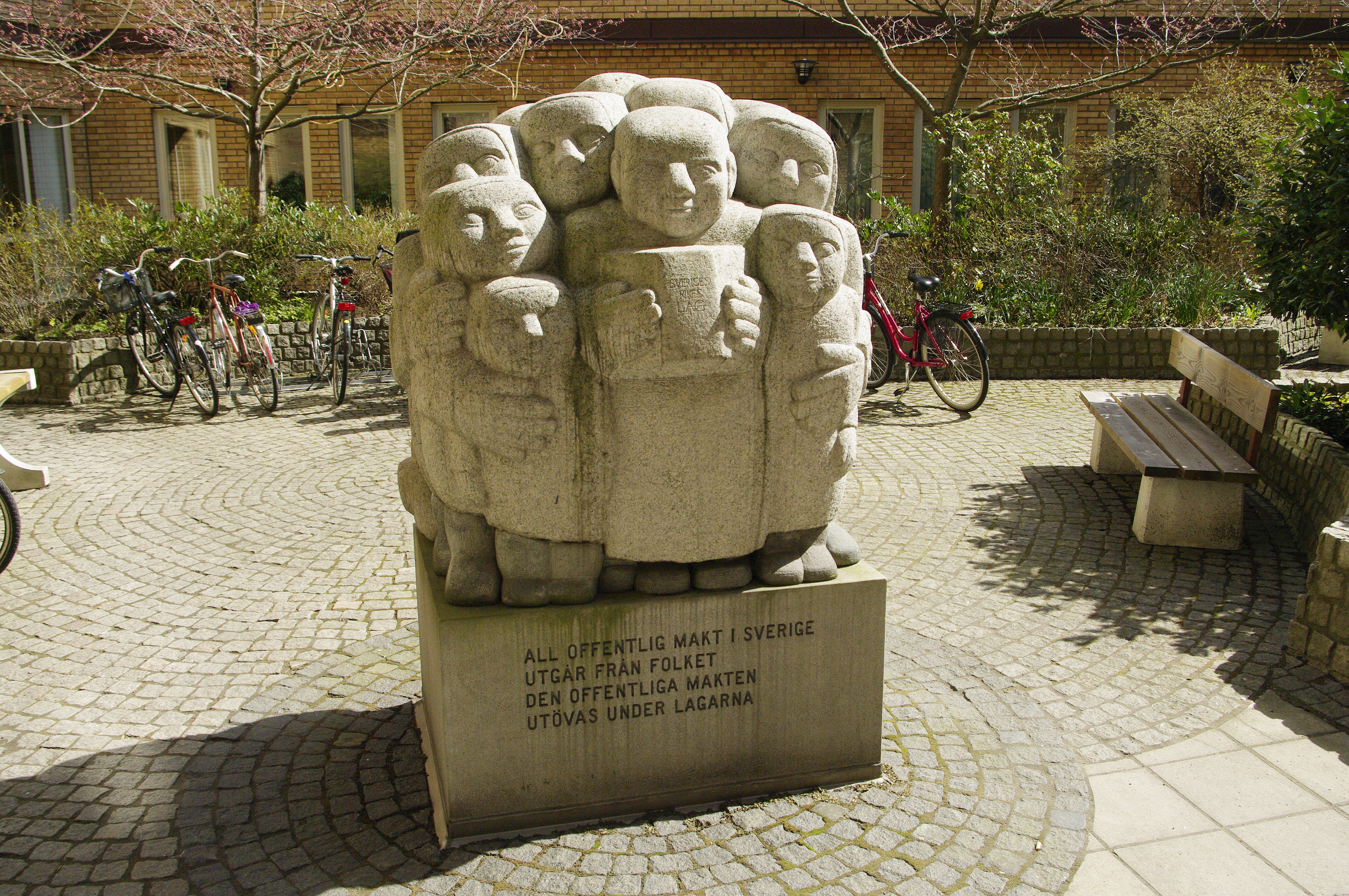
مبادئ
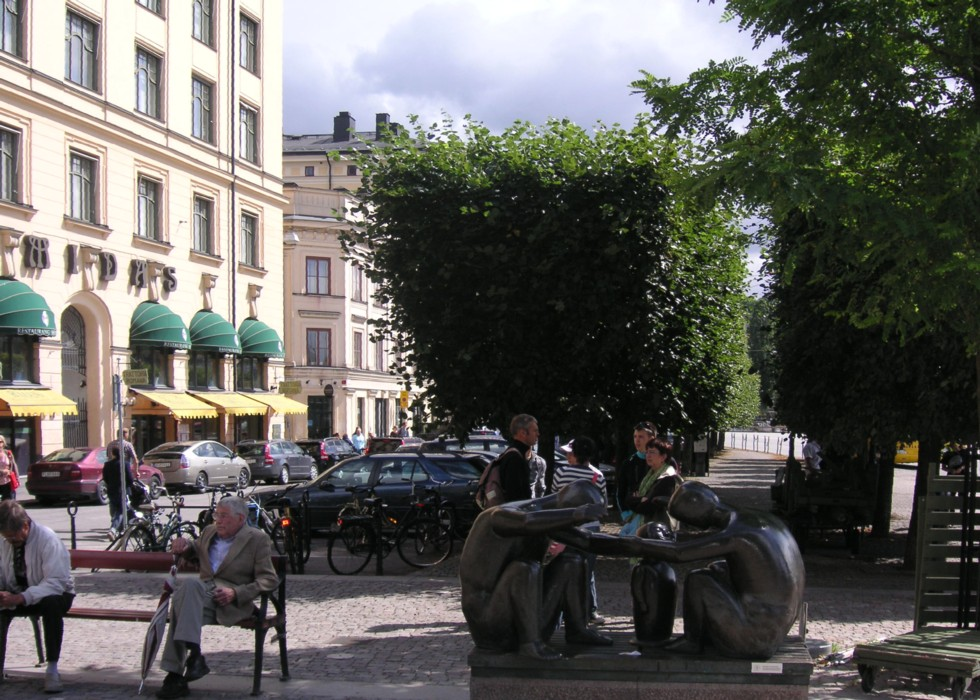
الأسرة